# Ramón Alcalá Ferrera
Ramón Alcalá Ferrera (Champotón, Campeche, 17 de enero de 1912-?) fue un marino y político mexicano, miembro del Partido Revolucionario Institucional (PRI). Fue diputado federal y senador por su estado.

## Biografía
Realizó los estudios de primaria en Champotón, y los de secundaria y preparatoria en el «Instituto Campechano» de Ciudad del Carmen; luego ingresó en la Heroica Escuela Naval Militar, de donde egresó como guardiamarina. Realizó una amplia carrera en la Armada de México, llegando al grado de vicealmirante el 4 de noviembre de 1971, siendo senador. En 1956 fue jefe de ayudantes de Antonio Vázquez del Mercado, comandante general de flota y en 1965 fue director general de Seguridad Social de la Secretaría de Marina.
Miembro del PRI desde 1946. En 1967 fue postulado candidato del PRI y elegido diputado federal en representación del Distrito 1 de Campeche, a la XLVII Legislatura, de dicho año al de 1970. Al término de este cargo, es elegido senador en primera fórmula por el estado de Campeche, para el periodo que corresponderá a las Legislaturas XLVIII y XLIX de 1970 a 1976. En ella fue presidente de la 1a. comisión de Marina; primer secretario de la comisión de Materiales de Guerra; y segundo secretario de las comisiones de Defensa Nacional; y, de Sanidad Militar.